# Черњеу Супериоре (Удине)
Черњеу Супериоре је насеље у Италији у округу Удине, региону Фурланија-Јулијска крајина.
Према процени из 2011. у насељу је живело 188 становника. Насеље се налази на надморској висини од 304 м.